# Pulkov
Pulkov je vesnice, místní část obce Biskupic-Pulkova. Leží asi 15 km východně od Moravských Budějovic, při hranicích okresu Třebíč s okresem Znojmo poblíž řeky Rokytné. Ve vesnici žije 46 obyvatel.

## Geografická charakteristika
Na silniční síť je Pulkov napojen silnicí č. III/15237, ta vychází od Biskupic ze silnice č. III/15234 vedoucí k Radkovicím nebo do okresu Znojmo k silnici č. II/400.
Na východě hraničí katastrální území Pulkova s Biskupicemi, na severu s Radkovicemi a přes řeku Rokytnou s územím Rozkoše. Nadmořská výška vesnice se pohybuje v rozmezí od 385 do 420 m n. m. Nejvyššího bodu dosahuje katastrální území Pulkova na severu (451 m n. m.).

## Historie
Území Pulkova bylo v pravěku hustě osídleno. V okolí obce bylo nalezeno něco broušené kamenné industrie, na pravé straně řeky Rokytné proti Hradu bronzový meč. V Pulkově snad mohlo být slovanské hradiště.
Pulkov je doložen k roku 1571. Sama vesnice byla ale založena mezi lety 1750–1775, jméno dostala od nedalekého Pulkovského mlýna, který se připomínal už roku 1571. Původně byl Pulkovský mlýn součástí Radkovic u Hrotovic.
Územněsprávně byl Pulkov v letech 1869–1921 veden jako osada Radkovic v okrese krumlovském, v letech 1930 jako obec v tomtéž okrese, od roku 1950 jako obec v okrese moravskobudějovickém a od roku 1961–1965 jako obec v okrese Třebíč. Částí obce Biskupice-Pulkov je Pulkov od 1. července 1965.
| Rok            | 1869 | 1880 | 1890 | 1900 | 1910 | 1921 | 1930 | 1950 | 1961 | 1970 | 1980 | 1991 | 2001 |
| -------------- | ---- | ---- | ---- | ---- | ---- | ---- | ---- | ---- | ---- | ---- | ---- | ---- | ---- |
| Počet obyvatel | 182  | 199  | 148  | 157  | 164  | 161  | 215  | 155  | 131  | 126  | 94   | 61   | 61   |

Roku 1834 vykázala obec 29 domů a 147 obyvatel.

## Pamětihodnosti
- návesní kaplička
- lidová zástavba ulicového typu
- tvrziště za Pulkovským mlýnem